# ジョン・サバラ
ジョン・サバラ・アリエタ（Jon Zabala Arrieta、1996年11月26日 - ）は、トップ14セクシオン・パロワーズに所属するラグビーユニオン選手。

## プロフィール
- スペイン・ゲチョ出身[1]。
- ポジションはプロップ(PR)。
- 身長 190cm、体重 124kg
- スペイン代表キャップは20（2024年10月現在）[2]。

## 略歴
ゲチョ、バイヨンヌ、アングレットを経て、2020年、バイヨンヌに復帰。
その後ASベジエを経て、2024年、ポーに加入。 